# Boxing Libreville
Boxing Libreville es un documental de 2018, dirigido por Amédée Pacôme Nkoulou, sobre las luchas y dificultades de un joven gabonés, Cristo, en su camino para ser boxeador y cómo se refleja en la lucha por la democracia del país.

## Sinopsis
Christ Olsen Mickala es un joven aspirante a boxeador que vive en Libreville, capital de Gabón. Pasa todo el día entrenando, mientras por la noche trabaja como portero en clubes nocturnos para cubrir sus gastos. Al mismo tiempo se desarrolla la lucha por la democracia en Gabón durante las controvertidas elecciones presidenciales 2016.

## Producción
Como es usual en el cine africano se tuvo especial cuidado para evitar la censura, centrándose principalmente en la vida y formación del protagonista y no en la política, aunque da un toque importante a la película. La producción fue una colaboración internacional entre Princess M con sede en Gabón, ADV producciones de Bélgica y Les Films du Bilboquet con sede en Francia.

## Lanzamiento
Boxing Libreville fue recibido con entusiasmo. Obtuvo el premio al mejor documental en el Festival de cine africano de Tarif en España. También recibió el Premio Especial del Jurado del Festival Internacional de Cine Documental de Agadir en Marruecos. El documental fue inscrito en la Competencia Internacional de Cortometrajes y Medianos en Visions du réel. Se proyectó en otros festivales de cine, incluido el Internationales Dokumentarfilmfestival München y Ecrans Noirs en Camerún. El director ha hablado acerca de crear una secuela.